# Obrium huae
Obrium huae là một loài bọ cánh cứng trong họ Cerambycidae.